# Anglofoni del Québec
Gli anglofoni del Québec sono la comunità della provincia canadese del Québec la cui madrelingua è l'inglese (anglofoni), formando un gruppo linguistico minoritario in quella provincia, dove la lingua ufficiale (e maggioranza) è il francese. Al loro apice, lo Statistics Canada ha riportato il proprio numero a 1 058 265, pari a circa il 13,5% della popolazione del Québec.
La maggior parte della popolazione di lingua inglese del Québec risiede nella regione di Montréal, in particolare nella parte occidentale della città (sulla West Islands), dove era presente una rete di banche in lingua inglese, istituzioni sociali, economiche e culturali.
In termini politici, gli anglofoni del Québec tendono generalmente a votare per il Partito Liberale del Québec, che è federalista e promuove la permanenza del Québec all'interno dell'Unione canadese. Allo stesso modo, gli anglofoni tendono a lasciare il Québec per trasferirsi in altre province del resto del Canada, in particolare durante gli anni '70 dopo l'attuazione della Legge 112 da parte del partito sovrano del Québec.

## Origine e distribuzione
Arrivati in Québec dopo la Conquista del 1759-1760, i primi Québécois di lingua inglese arrivarono dalle Isole britanniche.
Il loro status privilegiato all'interno dell'Impero britannico permise loro di fondare e mantenere un gran numero di istituzioni pubbliche e private in lingua inglese a margine delle istituzioni di lingua francese controllate dalla Chiesa cattolica fino al XX secolo.
È attraverso l'affiliazione e l'assimilazione a questa comunità anglofona che i nuovi arrivati sono stati in grado di vivere nel mondo anglofono in Québec dal XIX secolo. La maggior parte degli anglofoni del Québec oggi provengono da immigrazioni recenti.